# Heterogynis thomas
Heterogynis thomas is een vlinder uit de familie van de Heterogynidae. De wetenschappelijke naam van de soort is voor het eerst geldig gepubliceerd in 1987 door Zilli.